# باول غيلمارتن
باول غيلمارتن (بالإنجليزية: Paul Gilmartin)‏ هو مدون صوتي أمريكي، ولد في 9 يناير 1963 في ساوث هولاند في الولايات المتحدة.

## وصلات خارجية
- باول غيلمارتن على موقع IMDb (الإنجليزية)